# Trigonogenius similis
Trigonogenius similis là một loài bọ cánh cứng trong họ Ptinidae. Loài này được Eggers miêu tả khoa học năm 1920.